# Micronemacheilus zispi
Micronemacheilus zispi es una especie de peces de la familia Balitoridae en el orden de los Cypriniformes.

## Morfología
• Los machos pueden llegar alcanzar los 5,9 cm de longitud total.

## Distribución geográfica
Se encuentran en Asia: Hainan (la China ).

## Hábitat
Es un pez de agua dulce y de clima tropical.